# Complesso museale di scienze naturali Ion Borcea
Il complesso museale di scienze naturali "Ion Borcea" (in romeno Complexul Muzeal de Științele Naturii „Ion Borcea” è un museo ubicato nella città di Bacău, Romania.

## Storia
Il primo museo di scienze naturali di Bacău fu fondato nel 1961, all’inizio come sezione del Museo Provinciale di Bacău. Nel 1990 diventò un museo a sé stante. L'attuale edificio, sede amministrativa del complesso museale di scienze naturali "Ion Borcea", fu inaugurato nel 2003. Al suo interno è presente una serra a struttura elicoidale, ospitante un gran numero di piante.
Il complesso deve il suo nome allo zoologo romeno Ion Borcea (1879-1936).

## Sezioni
Il complesso museale comprende le seguenti sezioni:
- Museo di scienze naturali
- Vivaio
- Osservatorio astronomico "Victor Anestin"
- Casa di Ion Borcea

### Museo di scienze naturali
La collezione del museo di scienze naturali comprende circa 195.500 esemplari. I campi scientifici trattati variano dalla zoologia (mammalogia, ornitologia, erpetologia, ittiologia, entomologia) alla botanica, dalla geologia alla paleontologia.